# Paul Martin Neurath
Paul Martin Neurath (* 12. September 1911 in Wien; † 3. September 2001 in New York City) war ein US-amerikanischer Soziologe österreichischer Herkunft. Er war der Sohn des Philosophen Otto Neurath und der Schriftstellerin und Lyrikerin Anna Schapire-Neurath.

## Leben und Wirken
Paul M. Neurath wuchs in Gallneukirchen in Oberösterreich und in Wien auf. Er studierte Jura und promovierte 1937 zum Dr. jur. Während seines Studiums war er in der Sozialistischen Jugend aktiv. Nach dem Anschluss Österreichs an das nationalsozialistische Deutschland versuchte er zu fliehen (sein Vater war bereits 1934 vor den Austrofaschisten nach Holland geflohen), wurde aber noch vor der tschechoslowakischen Grenze verhaftet und erst in das Konzentrationslager Dachau, dann in das Konzentrationslager Buchenwald deportiert.
1939 wurde Neurath aus dem KZ entlassen und erhielt ein Visum für Schweden, wo er bis 1941 als Dreher arbeitete. 1941 konnte er in die USA auswandern, wo er an der Columbia University in New York City Soziologie und Statistik studierte. Er war Forschungsassistent bei Paul F. Lazarsfeld, bei dem er 1951 im Fach Soziologie zum Ph. D. promovierte.
Bis zu seiner Emeritierung war er Professor für Soziologie an der City University of New York und zudem Gastprofessor in Neu-Delhi, Bombay und Köln. In den 1950er Jahren besuchte er mehrfach seine Heimatstadt Wien, wo er 1955 heiratete. Seit 1971 war er regelmäßig als Gastprofessor und Honorarprofessor an der Universität Wien tätig. 1980 gründete er das Lazarsfeld-Archiv an der Universität Wien, das er bis zu seinem Tode leitete.
Wien ehrte Neurath mit dem Goldenen Ehrenzeichen für Verdienste um das Land Wien, der Staat Österreich verlieh ihm das Ehrenkreuz für Wissenschaft und Kunst.
Er verstarb am 3. September 2001 in New York.

## Schriften (Auswahl)
- Die Gesellschaft des Terrors. Innenansichten der Konzentrationslager Dachau und Buchenwald, Suhrkamp Verlag, Frankfurt am Main 2004, ISBN 3518583972
- Statistik für Sozialwissenschaftler. Eine Einführung in das statistische Denken. Enke, Stuttgart 1966.